# 一听音乐网
一听音乐网，简称一听音乐，是中国在线试听音乐类网站，於2003年创办。网站设有经典老歌、网络流行、古典音乐、胎教音乐等十几个栏目。可以提供网友免费在线试听音乐。是中国网络正版音乐促进联盟创始会员。一听音乐网CEO是杜雪骞。

## 外部連結
- 官方网站